# Такајуки Чано
Такајуки Чано (јап. 茶野 隆行; 23. новембар 1976) бивши је јапански фудбалер.

## Каријера
Током каријере је играо за ЈЕФ Јунајтед Чиба и Џубило Ивата.

## Репрезентација
За репрезентацију Јапана дебитовао је 2004. године. За тај тим је одиграо 7 утакмица.

## Статистика
| Јапан  | Јапан   | Јапан  |
| Година | Наступи | Голови |
| ------ | ------- | ------ |
| 2004.  | 3       | 0      |
| 2005.  | 4       | 0      |
| Укупно | 7       | 0      |